# Nederlands IJzermuseum
Het Nederlands IJzermuseum is een museum gevestigd in de "Afbramerij" van de DRU Cultuurfabriek in Ulft in Nederland.
In 1999 verliet de DRU haar bedrijfspanden in Ulft, de panden kregen diverse culturele bestemmingen, onder andere het ICER innovatiecentum. Onderdeel van dat centrum is het IJzermuseum. Het museum biedt de bezoeker enkele thema's zoals: "Oer", "Hitte", "Vormen" en "Uit je Plaat". Diverse producten zoals potten, kachels, wapenschilden uit het verleden, maar ook warmtewisselaars en 3D-printers.
Het museum werd op 6 mei 2014 door koning Willem-Alexander en koningin Máxima geopend.